# 京都府道112号二条停車場嵐山線
京都府道112号二条停車場嵐山線（きょうとふどう112ごう にじょうていしゃじょうあらしやません）は、京都府京都市中京区から京都市右京区に至る一般府道である。

## 概要
京都市中京区西ノ京東栂尾町から京都市右京区嵯峨天龍寺芒ノ馬場町に至る。
別名、三条通、一部は千本通。三条通は商店街となっている部分もある（この部分から112号線は千本通に換わる）。三条通から千本に換わり、千本御池へと続く。道幅が狭く、十分な歩道が確保できていない場所も多い。天神川の東側など、通行に危険な場所もある。

### 路線データ
- 起点：京都市中京区西ノ京東栂尾町（二条停車場[1]：JR西日本山陰本線・京都市営地下鉄東西線 二条駅前、京都府道37号二条停車場東山三条線・京都府道111号二条停車場円町線起点[2]）
- 終点：京都市右京区嵯峨天龍寺芒ノ馬場町[注釈 1][1][3]
- 重要な経過地：なし[1]

## 歴史
本路線は、道路法（昭和27年法律第180号）第7条の規定に基づいた京都府の一般府道として1959年（昭和34年）に初めて認定した282路線のうちの1つである。

### 年表
- 1959年（昭和34年）12月18日 - 京都府が二条停車場嵐山線（国鉄二条停車場 - 右京区嵯峨天竜寺芒馬場町、整理番号：一般地方道20号）として府道路線認定[注釈 2][4]。
- 1994年（平成6年）4月1日 - 京都府が路線番号を再編（路線認定の一部改正）し、整理番号を一般地方道112号に変更[1]。

## 路線状況

### 重複区間
- 京都府道29号宇多野嵐山山田線（京都市右京区嵯峨伊勢ノ上町 - 京都市右京区嵯峨天龍寺造路町・渡月橋交差点）

## 地理

### 通過する自治体
- 京都府
  - 京都市（中京区 - 右京区）

### 交差する道路
| 交差する道路                                                                       | 市町村名 | 市町村名 | 交差する場所     | 交差する場所       |
| ---------------------------------------------------------------------------------- | -------- | -------- | ---------------- | ------------------ |
| 京都府道37号二条停車場東山三条線 / 押小路通 京都府道111号二条停車場円町線 / 千本通 | 京都市   | 中京区   | 西ノ京東栂尾町   | 起点               |
| 後院通                                                                             | 京都市   | 中京区   | 西ノ京南聖町     | 千本三条交差点     |
| 京都市道181号京都環状線 / 西大路通                                                 | 京都市   | 中京区   | 西ノ京新建町     | 西大路三条交差点   |
| 葛野大路通                                                                         | 京都市   | 右京区   | 山ノ内西八反田町 | 葛野大路三条交差点 |
| 国道162号 / 天神川通 京都市道184号宇多野吉祥院線 重複                              | 京都市   | 右京区   | 太秦下角田町     | 天神川三条交差点   |
| 京都府道131号花園停車場広隆寺線 京都府道132号太秦上桂線 / 梅津街道                 | 京都市   | 右京区   | 太秦蜂岡町       | 太秦交差点         |
| 京都府道133号嵯峨野西梅津線                                                        | 京都市   | 右京区   | 嵯峨野宮ノ元町   |                    |
| 京都府道29号宇多野嵐山山田線 重複区間起点                                          | 京都市   | 右京区   | 嵯峨伊勢ノ上町   |                    |
| 京都府道29号宇多野嵐山山田線 重複区間終点                                          | 京都市   | 右京区   | 嵯峨天龍寺造路町 | 渡月橋交差点       |

### 交差する鉄道
- 山陰本線
- 京福電気鉄道嵐山本線

### 沿線
- JR西日本山陰本線・京都市営地下鉄東西線 二条駅
- 京都市立朱雀第一小学校
- 京都両洋高等学校
- 京福電気鉄道嵐山本線
  - 西大路三条駅 - 山ノ内駅 - 嵐電天神川駅 - 蚕ノ社駅 - 太秦広隆寺駅 - 有栖川駅 - 嵐山駅
- 島津製作所
- 京都先端科学大学
- 天神川
- 京都市交通局本社
- サンサ右京
- 京都市営地下鉄東西線 太秦天神川駅
- 広隆寺
- 右京警察署
- 京福電気鉄道北野線 撮影所前駅
- JR嵯峨野線 太秦駅
- 京福電気鉄道嵐山本線・京福電気鉄道北野線 帷子ノ辻駅
- 松竹撮影所
- 京都バス本社
- 京都バス嵐山営業所
- 車折神社
- 嵯峨美術大学・嵯峨美術短期大学
- 鹿王院
- 桂川
- 臨川寺
- 渡月橋
- 福田美術館
- 宝厳院
- 亀山公園（嵐山公園亀山地区）